# محمد بن علي بن أحمد الأوسي
محمد بن علي بن أحمد بن محمد الأوسي البلنسي ثم الغرناطي، أبو عبد الله، من القراء المتميزين، وله كتاب في التفسير، واستدراكات على غيره من العلماء في علوم القرآن.
ولد في يوم الاثنين الخامس والعشرين من ذي الحجة لعام (714هـ)، وهو عالم بالعربية والقراءات، أندلسي. من أهل غرناطة، اشتهر بالانتساب إلى بلنسية، حصلت له محنة مع السلطان ثم صفح عنه.
قال عنه لسان الدين ابن الخطيب: «طالب هشّ، حسن اللّقاء، عفيف النشأة، مكبّ على العلم، حريص على استفادته، مع زمانة أصابت يمنى يديه، نفعه الله. قيّد بأختها وانتسخ، قائم على العربية والبيان، ذاكر الكثير من المسائل، حافظ متقن، على نزعة عربية من التّجاذع في المشي وقلّة الالتفات إلّا بجملته، وجهوريّة الصوت، متحلّ بسذاجة، حسن الإلقاء والتقرير، متّ للمتغلّب على الدولة بضنّ أفاده جاها واستعمالا في خطّة السوق».
جلّ انتفاعه بشيخ الجماعة أبي عبد الله بن الفخّار، لازمه وانتفع به، وأعاد دول تدريسه، وقرأ على غيره.
توفي بيوم السبت الخامس من شهر ربيع الأول سنة (791هـ).

## اسمه ونسبه
هو محمد بن علي بن أحمد بن محمد الأوسي البلنسي ثم الغرناطي، أبو عبد الله.

## مولده ونشأته
ولد في يوم الاثنين الخامس والعشرين من ذي الحجة لعام (714هـ)، وهو عالم بالعربية والقراءات، أندلسي. من أهل غرناطة، اشتهر بالانتساب إلى بلنسية، حصلت له محنة مع السلطان ثم صفح عنه.

## قالوا عنه
1. قال عنه عادل نويهض: "أثنى عليه لسان الدين بن الخطيب وقال: "وجرت له محنة مع السلطان، ثم صفح عنه لحسن تلاوته".[1]
2. قال عنه عبد الحميد الهرامة: «من علماء غرناطة».[5]
3. قال عنه لسان الدين ابن الخطيب: «طالب هشّ، حسن اللّقاء، عفيف النشأة، مكبّ على العلم، حريص على استفادته، مع زمانة أصابت يمنى يديه، نفعه الله. قيّد بأختها وانتسخ، قائم على العربية والبيان، ذاكر الكثير من المسائل، حافظ متقن، على نزعة عربية من التّجاذع في المشي وقلّة الالتفات إلّا بجملته، وجهوريّة الصوت، متحلّ بسذاجة، حسن الإلقاء والتقرير، متّ للمتغلّب على الدولة بضنّ أفاده جاها واستعمالا في خطّة السوق».[3]

## قصته مع الملك
أرسل رسالة إلى ملك المغرب جرّ عليه آخر النّكبة، وقاد المحنة، فأرصد له السلطان أبو عبد الله في أخرياتها رجالا بعثهم في رندة، فأسروه في طريقه، وقدموا به سليبا قدوم الشّهرة والمثلة، موقنا بالقتل. ثم عطف عليه حنينا إلى حسن تلاوته في محبسه ليلا، فانتاشه لذلك من هفوة بعيدة ونكبة مبيرة. ولما عاد لملكه، أعاده للإقراء، فأكرمه الملك وعفا عنه لحسن تلاوته للقرآن الكريم، وأعاده إلى الإقراء.

## شيوخه
جلّ انتفاعه بشيخ الجماعة أبي عبد الله بن الفخّار، لازمه وانتفع به، وأعاد دول تدريسه، وقرأ على غيره.

## تلامذته
1. أبو إسحاق الشاطبي.
2. القاضي أبو بكر بن عاصم المنتوري.[7]

## مؤلفاته
1. صلة الجمع وعائد التذييل. في ما انبهم في القرآن من الأسماء والأعلام.
2. له كتاب في التفسير. الأعلام، العلم للملايين، خير الدين الزركلي، الطبعة الخامسة عشر (6/286)]
3. قال لسان الدين ابن الخطيب: «وألّف كتابا في تفسير القرآن، متعدّد الأسفار، واستدرك على السّهيلي في أعلام القرآن كتابا نبيلا، رفعه على يدي للسّلطان. وهو من فضلاء جنسه، أعانه الله وسدّده».[6]

## وفاته
توفي بيوم السبت الخامس من شهر ربيع الأول سنة (791هـ).